# Roby Rogiers
Roby Rogiers (Anversa, 14 giugno 1997) è un cestista belga.

## Palmarès
- Coppa del Belgio: 2

Anversa Giants: 2020, 2023